# (4939) Scovil
(4939) Scovil es un asteroide perteneciente al cinturón de asteroides, descubierto el 27 de agosto de 1986 por Henri Debehogne desde el Observatorio de La Silla, Chile.

## Designación y nombre
Designado provisionalmente como 1986 QL1. Fue nombrado Scovil en honor al astrónomo aficionado  Charles E. Scovil que también es conservador en el Observatorio Stamford  en Connecticut. Recopilador del “AAVSO Variable Star Atlas” y, con el astrónomo C. Papadopoulos, la parte norte del “True Visual Magnitude Photographic Star Atlas”.

## Características orbitales
Scovil está situado a una distancia media del Sol de 2,529 ua, pudiendo alejarse hasta 2,922 ua y acercarse hasta 2,137 ua. Su excentricidad es 0,155 y la inclinación orbital 5,381 grados. Emplea 1469 días en completar una órbita alrededor del Sol.

## Características físicas
La magnitud absoluta de Scovil es 13,3. Tiene 5,188 km de diámetro y su albedo se estima en 0,378.